# Bayrampaşa
Bayrampaşa je předměstská čtvrť Istanbulu na evropské straně města. Starostou čtvrti je Hasan Mutlu.

## Geografie
Lidé žijící ve čtvrti Bayrampaşa jsou hlavně Albánci a Bosňané.
Bydlení ve čtvrti je považováno za nižší třídu a v obydlené oblasti se nachází workshopy a malé továrny. Ve středu na rozlehlejších prostorech se nachází převážně průmyslové zóny.
Ve čtvrti se tedy nachází jak residenční místa, tak i průmyslové zóny. Počet obyvatel je 270 tisíc (k roku 2017) a rozloha je 6,98 km2.
Čtvrť sousedí na severu s Gaziosmanpaşa, na východě s Eyüp, na jihu s Zeytinburnu a na západě s Esenler.
Mezi nejdůležitější veřejné budovy ve čtvrti se řadí:
- největší istanbulské vězení (momentálně vyřazeno z provozu)
- dva největší sportovní areály
- hlavní autobusové nádraží (i přesto, že nese název po čtvrti Esenler, stále patří do čtvrti Bayrampaşa)

Bayrampaşa leží na trase staré cesty do Thrákie a nespočet cest a elektrifikovaných železnic projíždí přes střed této čtvrti.
Bayrampaşa je známé díky dřívější produkci artyčoků, a i přesto, že se dnes v této čtvrti nepěstují, stále si spousta lidí spojuje toto místo jen s touto čtvrtí. Ve středu čtvrti se nachází i obrovská socha artyčoku, který je dodnes regionálním symbolem.
Místní fotbalový tým nese název Bayrampaşaspor.

## Historie
Do roku 1936 byla čtvrť součástí čtvrti Fatih. Po té byla do roku 1990 součástí čtvrti Eyüp.
Do roku 1970 bylo toto místo známé jako Sağmalcılar, ale díky epidemii cholery, která se roznesla po znečištění vody ve starých osmanských kanálech díky výstavbě nových továren, bylo toto místo poté bylo uzavřeno v karanténě. Po tomto incidentu se jméno Sağmalcılar stalo synonemem pro choleru, tudíž byla čtvrť přejmenována na Bayrampaşa, tedy po osmanském velkovezírovi Bayram Pašovi ze 17. století. Malá část osmanského vodního systému bylo vybudováno ještě architektem Mimarem Sinanem a stojí zde dodnes.
Dne 1. prosince 2015 v této čtvrti vybuchla stanice metra a exploze za sebou několik zraněných.

## Partnerská města
- Novi Pazar, Srbsko